# 그녀의 스타일
《그녀의 스타일》은 KBS Drama와 KNN 부산경남방송에서 방영되었던 8부작 드라마이다. D&D 미디어가 제작하였으며, KNN 부산경남방송은 자체 제작 지원에 참여하였다. HD급 영상으로 제작되었으며, KNN을 기준으로 2009년 4월 9일부터 5월 28일까지 방송되었다.

## 제작진
- 기획 : 오봉식, 임용현, 임영환
- 제작 : 오동진
- 극본 : 오현리, 이효진
- 연출 : 임경수
- 조연출 : 김경진

## 출연진
- 홍수현 : 공미주 역
- 김민성 : 민지석 역
- 안상태 : 봉 피디 역
- 박희진 : 유정화 역
- 박준혁 : 황재원 역
- 이상엽 : 윤석우 역
- 이영훈 : 김종태 역
- 이종수 : 도진우 역
- 송채은 : 선수진 역
- 김정욱 : 유동욱 역
- 한정수 : 강민혁 역